# Kanton Tourcoing-1
Kanton Tourcoing-1 is een kanton in het Franse Noorderdepartement. Het kanton maakt deel uit van het arrondissement Rijsel. Het kanton bestaat uit drie gemeenten en een gedeelte van de gemeente Tourcoing en is in 2015 ontstaan uit de oude kantons: Tourcoing-Nord (2 gemeenten) en Tourcoing-Nord-Est (1 gemeente).

## Gemeenten
Het kanton Tourcoing-1 bevat de volgende gemeenten:
- Halluin
- Neuville-en-Ferrain
- Roncq
- Tourcoing (gedeeltelijk) (hoofdplaats)